# Преломление (фонология)
Преломление — диляция гласных под влиянием соседних согласных.

## Описание процесса

### Древнеанглийский язык[4]
| Переход  | Праформа и соответствия в других языках |
| -------- | --------------------------------------- |
| *e > eo: | прагерм. *χertō > др.-англ. heorte      |
|          | прагерм. *feχtanan > др.-англ. feohtan  |
|          | прагерм. *trewasa > др.-англ. treowes   |

### Готский язык[7]
| Переход  | Праформа и соответствия в других языках |
| -------- | --------------------------------------- |
| *i > aí: | прагерм. *firinō > гот. faírina         |
|          | прагерм. *girnijaną > гот. gaírnjan     |
| *u > aú: | прагерм. *duhtēr > гот. daúhtar         |
|          | прагерм. *hurdiz > гот. haúrds          |

### Древнескандинавский язык[14]
| Переход  | Праформа и соответствия в других языках |
| -------- | --------------------------------------- |
| *e > ja: | прагерм. *helpaną > др.-сканд. hjalpa   |
|          | прагерм. *ebnaz > др.-сканд. jafn       |
| *e > jǫ: | прагерм. *erþō > др.-сканд. jǫrð        |
|          | прагерм. *herdō > др.-сканд. hjǫrð      |